# York-Sud
Pour les articles homonymes, voir York (homonymie).
York-Sud fut une circonscription électorale fédérale de l'Ontario, représentée de 1904 à 1976.
La circonscription de York-Sud a été créée en 1903 avec des parties de York-Est et de York-Ouest. Abolie en 1976, la majeure partie de la circonscription devint York-Sud—Weston et le restes devint Davenport, Eglinton—Lawrence et St. Paul's.

## Géographie
En 1903, la circonscription de York-Sud comprenait:
- Le canton de York
- Les villes d'East Toronto, North Toronto et Toronto Junction

## Députés
1. 1904-1926 — William Findlay Maclean, CON-IND
2. 1926-1935 — Robert Henry McGregor, CON
3. 1935-1940 — James Earl Lawson, CON
4. 1940-1942 — Alan Cockeram, Gouvernement nationale
5. 1942-1945 — Joseph W. Noseworthy, CCF
6. 1945-1949 — Alan Cockeram, PC (2)
7. 1949-1957 — Joseph W. Noseworthy, PSDC
8. 1957-1962 — William G. Beech, PC
9. 1962-1963 — David Lewis, NPD
10. 1963-1965 — Marvin Gelber, PLc
11. 1965-1974 — David Lewis NPD (2)
12. 1974-1979 — Ursula Appolloni, PLC

- CON = Parti conservateur du Canada (ancien)
- NPD = Nouveau Parti démocratique
- PC = Parti progressiste-conservateur
- PLC = Parti libéral du Canada
- PSDC = Parti social-démocratique